# Accademia italiana d'araldica
L'Accademia italiana d'araldica, poi "Regia accademia italiana d'araldica" (o "Accademia araldico-genealogica), è un'associazione, nata nel 1873 dedicata allo studio dell'araldica e della genealogia. Ha pubblicato il Giornale araldico genealogico diplomatico e, dal 1879 al 1905 l'Annuario della nobiltà italiana.

## Storia
L'Accademia fu fondata nel gennaio del 1875 a Pisa, come associazione finalizzata allo studio scientifico dell'araldica e della genealogia, quali scienze ausiliarie della storia. Suo ideatore e fondatore fu Giovan Battista di Crollalanza, che riunì intorno a sé alcuni studiosi delle discipline araldiche e genealogiche del tempo, quali il marchese Alfonso Malaspina, il conte Prospero Arlotti, il principe Carlo Giovannelli, i conti Mocenigo e Pisani, esponenti del patriziato veneto, ed il conte Walfredo della Gherardesca. Quest'ultimo fu presidente dell'accademia. Dopo pochi mesi l'accademia contava 200 membri, divenuti poi più di 300.

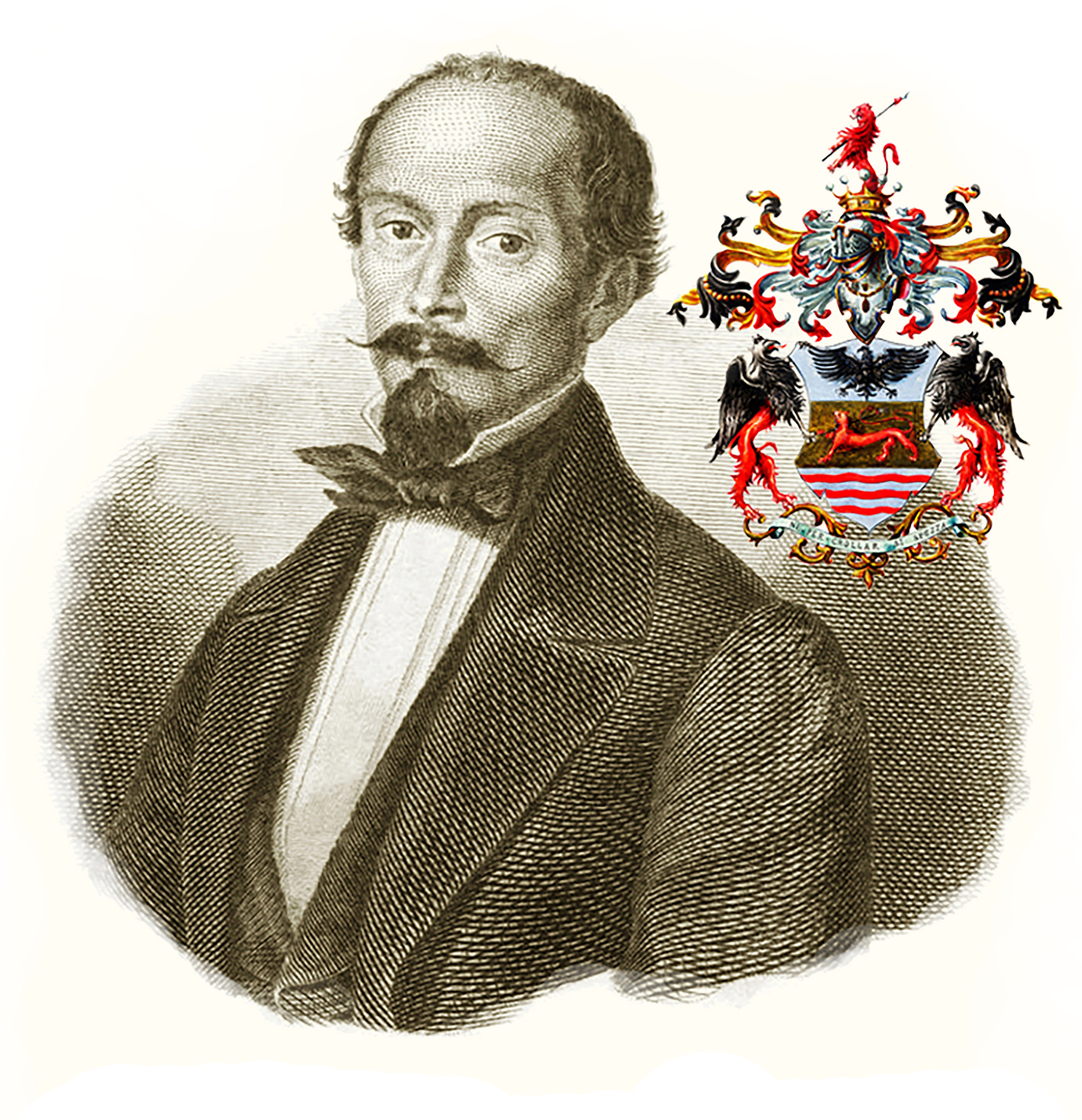
Giovan Battista di Crollalanza (1819–1892), fondatore dell'Accademia araldica italiana.
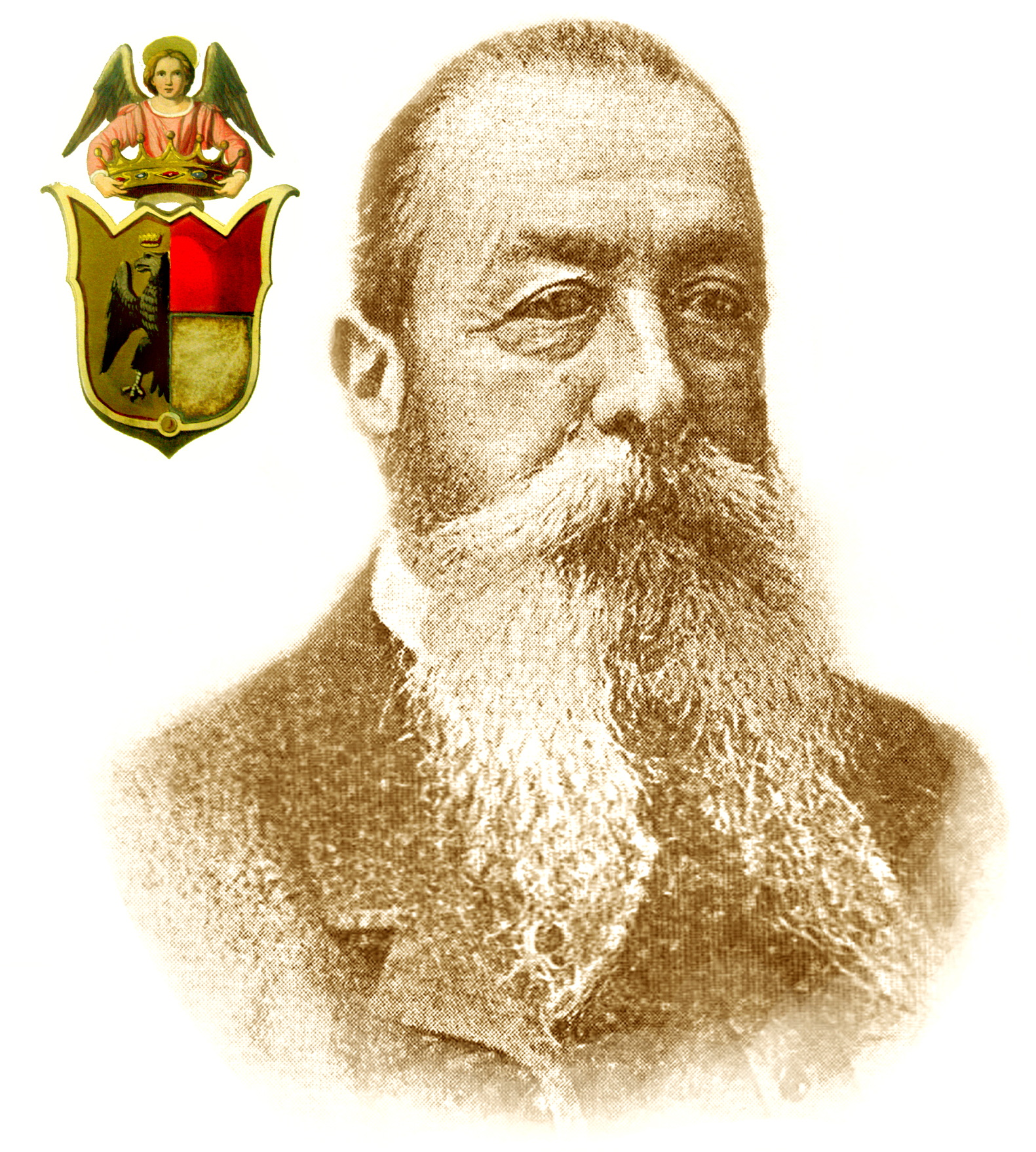
Walfredo della Gherardesca (1826-1892), secondo presidente dell'Accademia araldica italiana.
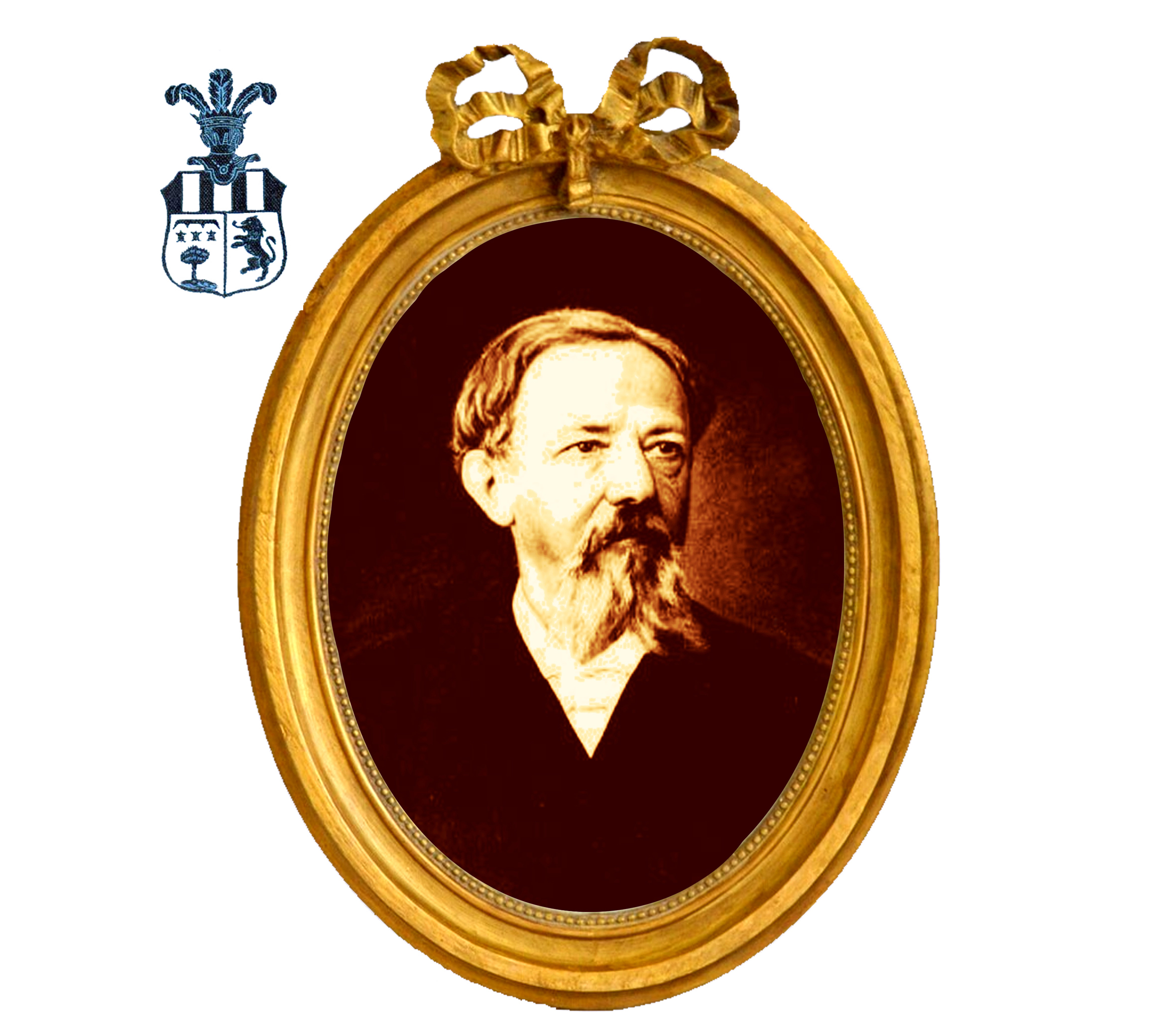
Felice Tribolati (1834-1898), secondo vicepresidente dell'Accademia araldica italiana dal 1882 al 1898.
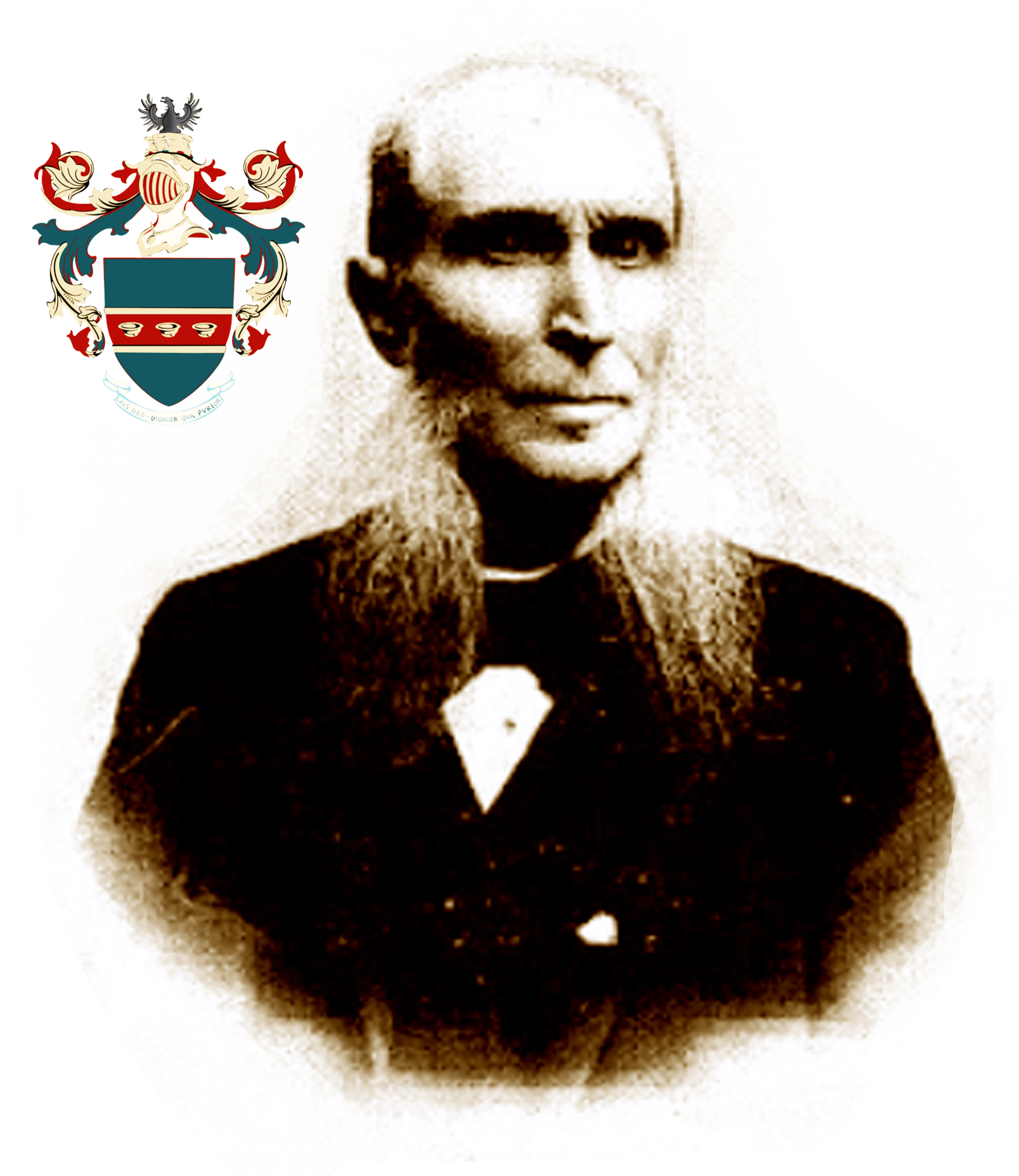
Filippo Bacile di Castiglione (1827-1911), primo vicepresidente dell'Accademia araldica italianadal 1873 al 1905.
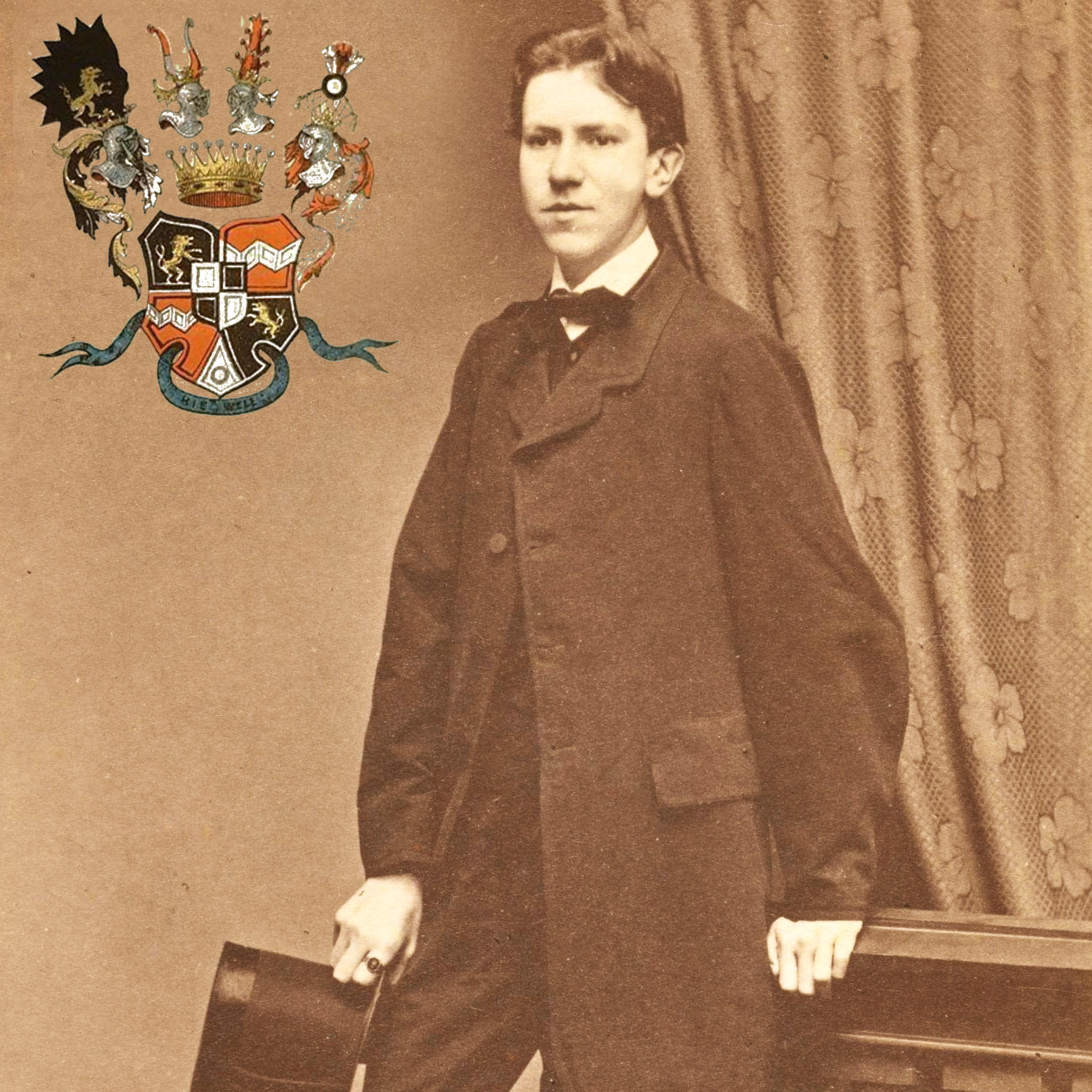
Enrico Welsperg (1850-1907), terzo vicepresidente  dell'Accademia araldica italiana dal 1898 al 1905.

Nello stesso anno della fondazione l'accademia iniziò le pubblicazioni del Giornale araldico genealogico diplomatico. Nel suo primo numero era riportato il programma della pubblicazione, che avrebbe avuto come oggetto l'aristocrazia, la sua storia e la sua memoria.
Sotto gli auspici della stessa accademia nel 1879 venne pubblicata la prima edizione dell'Annuario della nobiltà italiana, che venne aggiornato con successive edizioni fino al 1905.